# Ray Barretto

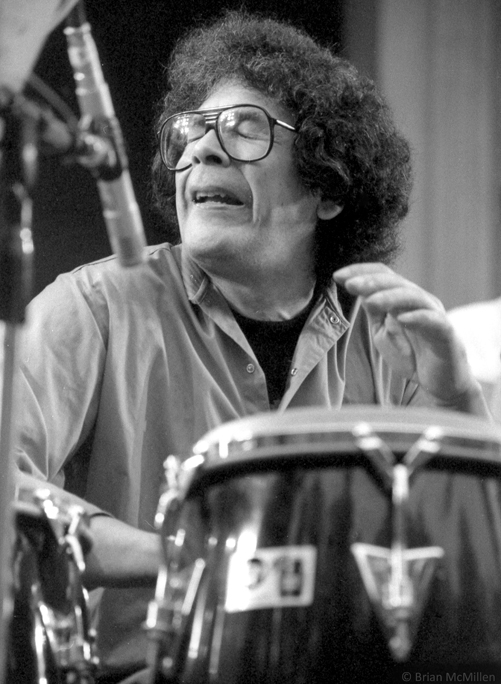
Ray Barretto auf dem Berkeley Jazz Festival 1982

Raymundo „Ray“ Barretto Pagán (* 29. April 1929 in Brooklyn, New York City; † 17. Februar 2006 in Hackensack, New Jersey) war ein US-amerikanischer Perkussionist des Latin Jazz, einer Mischung aus Jazz und lateinamerikanischer Musik, mit einer besonderen Vorliebe für Salsa.

## Werdegang
Barretto war ein Nuyorican, ein in New York geborener Sohn puerto-ricanischer Eltern. Er wuchs in Spanish Harlem in New York City auf und machte dort erste Bekanntschaft mit der puerto-ricanischen Musik sowie der Jazzmusik von Duke Ellington, Count Basie und Benny Goodman.
1946 verpflichtete er sich bei der US-Armee und war in Deutschland und Belgien stationiert, wo er mit dem Jazz in Berührung kam. Nach seiner Rückkehr 1949 wurde er als Instrumentalist bekannt, insbesondere für sein Congaspiel. Anfang der 1950er Jahre spielte er bei Eddie Bonnemere; in der Band von Tito Puente ersetzte er Mongo Santamaría. Anschließend war er als Perkussionist für Lou Donaldson, Gene Ammons, Cannonball Adderley, Freddie Hubbard, Joe Zawinul und Dizzy Gillespie tätig.
1963 gelangte seine Komposition El Watusi, die zunächst auf dem Album Charanga moderna veröffentlicht wurde, auf Platz 17 der Pop-Charts. 1989 erhielt er mit dem von der kubanischen Salsa-Sängerin Celia Cruz interpretierten Song Ritmo en el Corazon einen Grammy. El Watusi war ein Vorläufer der kommenden Boogaloo-Welle.
In den 1970er Jahren spielte er nicht nur mit seiner eigenen Band, sondern auch bei den Fania All-Stars. 1992 gründete er das Latin-Jazz-Sextett New World Spirit.
Barretto hatte sich im Januar 2006 einer Bypass-Operation am Herzen unterzogen und verstarb infolge einer Lungenentzündung. Er hinterlässt seine Frau und zwei Söhne.
Einer davon ist Christopher Barretto, der selbst als Sänger und Saxophonist professionell tätig ist.

## Auszeichnungen
- 1989 Grammy für den Song „Ritmo en el Corazón“
- 1990 Aufnahme in die International Latin Music Hall of Fame
- 2006 NEA Jazz Masters Fellowship[4]

## Diskographische Hinweise
Alben unter eigenem Namen
- Barretto para bailar (Riverside, 1961)
- Charanga Moderna (Tico, 1962)
- Acid (Fania, 1968)[5]
- Together (Fania, 1970)
- The Message (Fania, 1972)
- The Other Road (Fania, 1973)
- Tomorrow: Barretto Live (Atlantic/Messidor, 1976)
- Rican/Struction (Fania, 1979)

mit New World Spirit
- Ancestral Messages (Concord Picante, 1992)
- Taboo (Concord Picante, 1994)
- My Summertime (Owl, 1995)
- Contact! (Blue Note, 1997)
- Portraits in Jazz and Clave (RCA, 2000)
- Trancedance (Circular Moves, 2001)
- Homage to Art Blakey and The Jazz Messengers (Sunnyside, 2003)
- Time Was – Time Is (O+ Music, 2005)

mit Lou Donaldson
- Swing and Soul (Blue Note Records, 1957)
- Blues Walk (Blue Note, 1958)
- Light-Foot (Blue Note, 1958)
- The Time Is Right (Blue Note, 1959)
- Midnight Sun (Blue Note, 1960)
- Cole Slaw (Argo, 1964)